# Cinygmula kootenai
Cinygmula kootenai is een haft uit de familie Heptageniidae. De wetenschappelijke naam van de soort is voor het eerst geldig gepubliceerd in 1943 door McDunnough.
De soort komt voor in het Nearctisch gebied.